# The Dark Side of the Moonnezz
The Dark Side of the Moonnezz è il sesto album da studio del cantautore partenopeo Tony Tammaro, pubblicato il 23 giugno 2005 dalla Massimo Rispetto Produzioni Artistiche.

## Il disco
L'album segna il ritorno di Tony Tammaro dopo un'assenza durata otto anni ed intervallata soltanto dalla raccolta Tutto Tony Tammaro uscita nel 1999.
Il titolo del disco è un chiaro omaggio al celeberrimo The Dark Side of the Moon, opera seminale degli inglesi Pink Floyd, band da sempre ammirata dallo stesso Tammaro. Prendendo spunto da questa rilettura comica, Tammaro incentra l'intero artwork del disco su di una fantomatica spedizione futura (2080) che vede un gruppo di astronauti appartenenti alla "Squadra Speciale NASO" partire per la Luna al fine di depositare parte dei rifiuti che opprimono la città di Napoli.
Da sempre punto forte della scrittura artistica di Tammaro, la satira in questo disco non perde occasione di attualizzarsi e si rivolge alle nuove generazioni di tamarri napoletani e dalla loro smania di globalizzarsi attraverso i media ed internet. Vengono anche presi di mira icone culturali partenopee recenti (e non) come il cantante Gigi D'Alessio (all'epoca all'apice del proprio successo) e il Super Santos. Non mancano però tematiche care al cantautore quali amori proibiti (Amanti), parenti invadenti ('A munnezza d'a gente), strafottenza giovanile (Questione di gel) e la cazzimma (Scarication telephone).

## Curiosità
- Tony Tammaro venne invitato come ospite sul palco da Gigi D'Alessio durante il suo concerto tenutosi il 30 settembre 2005 a Napoli a Piazza del Plebliscito per cantare Non chiamarmi Annarella, canzone dedicata allo stesso D'Alessio e presente in The Dark Side of the Moonnezz.[1]
- Per la prima volta nella sua carriera Tammaro si cimenta in un brano non in napoletano: Trucida. Cantata in un romanesco "burino" molto vicino al ciociaro, la canzone fu, molto probabilmente, un omaggio al crescente numero di fan provenienti dal Lazio e dall'Abruzzo.

## Tracce
1. Non chiamarmi Annarella – 3:34 (Tonitammaro, L.Sepe)
2. Scarication Telephone – 3:07 (Tonitammaro)
3. Questione di gel – 3:35 (Tonitammaro)
4. Amanti – 3:52 (Tonitammaro)
5. 'A munnezza d'a gente – 4:19 (Tonitammaro)
6. Saturday – 2:58 (Tonitammaro, A.De Guglielmo)
7. Io sto cu' te – 2:58 (Tonitammaro)
8. 'O feeling – 1:45 (Tonitammaro)
9. Pe' salvà 'o cellulare – 2:43 (Tonitammaro)
10. Supersantos – 4:23 (Tonitammaro, L.Sepe)
11. Amico che compri i miei dischi – 3:00 (Tonitammaro)
12. Trucida – 2:59 (Tonitammaro)
13. Spot radiofonico "The Dark Side of the Moonezz" (traccia nascosta) – 0:27

## Musicisti
- Tony Tammaro - Voce e Chitarra
- Bruno Coluccio - Basso
- Paolo Urciuoli - Batteria
- Pino Losco - Chitarra elettrica e acustica
- Fabio Izzillo - Tastiere
- Stefania De Rienzo - Cori
- Francesca Donadio - Cori